# Pinukpuk
Pinukpuk ist eine philippinische Stadtgemeinde in der Provinz Kalinga. Sie hat 32.026 Einwohner (Zensus 1. August 2015).

## Baranggays
Pinukpuk ist politisch in 23 Baranggays unterteilt.
- Aciga
- Allaguia
- Ammacian
- Apatan
- Ba-ay
- Ballayangon
- Bayao
- Wagud
- Camalog
- Katabbogan
- Dugpa
- Cawagayan
- Asibanglan
- Limos
- Magaogao
- Malagnat
- Mapaco
- Pakawit
- Pinukpuk Junction
- Socbot
- Taga (Pob.)
- Pinococ
- Taggay